# ヤンカ・クパーラ
ヤンカ・クパーラ（ベラルーシ語: Я́нка Купа́ла、ラテン文字表記の例: Yanka Kupala, 1882年7月7日（ユリウス暦 6月25日） – 1942年6月28日）は、ベラルーシの詩人、作家。クパーラは20世紀を代表するベラルーシ文学作家の一人、ベラルーシの国民的詩人と称される。本名はイヴァーン・ダミニーカヴィチ・ルツェーヴィチ（Іва́н Даміні́кавіч Луцэ́віч）。

## 生い立ち

### 幼少期

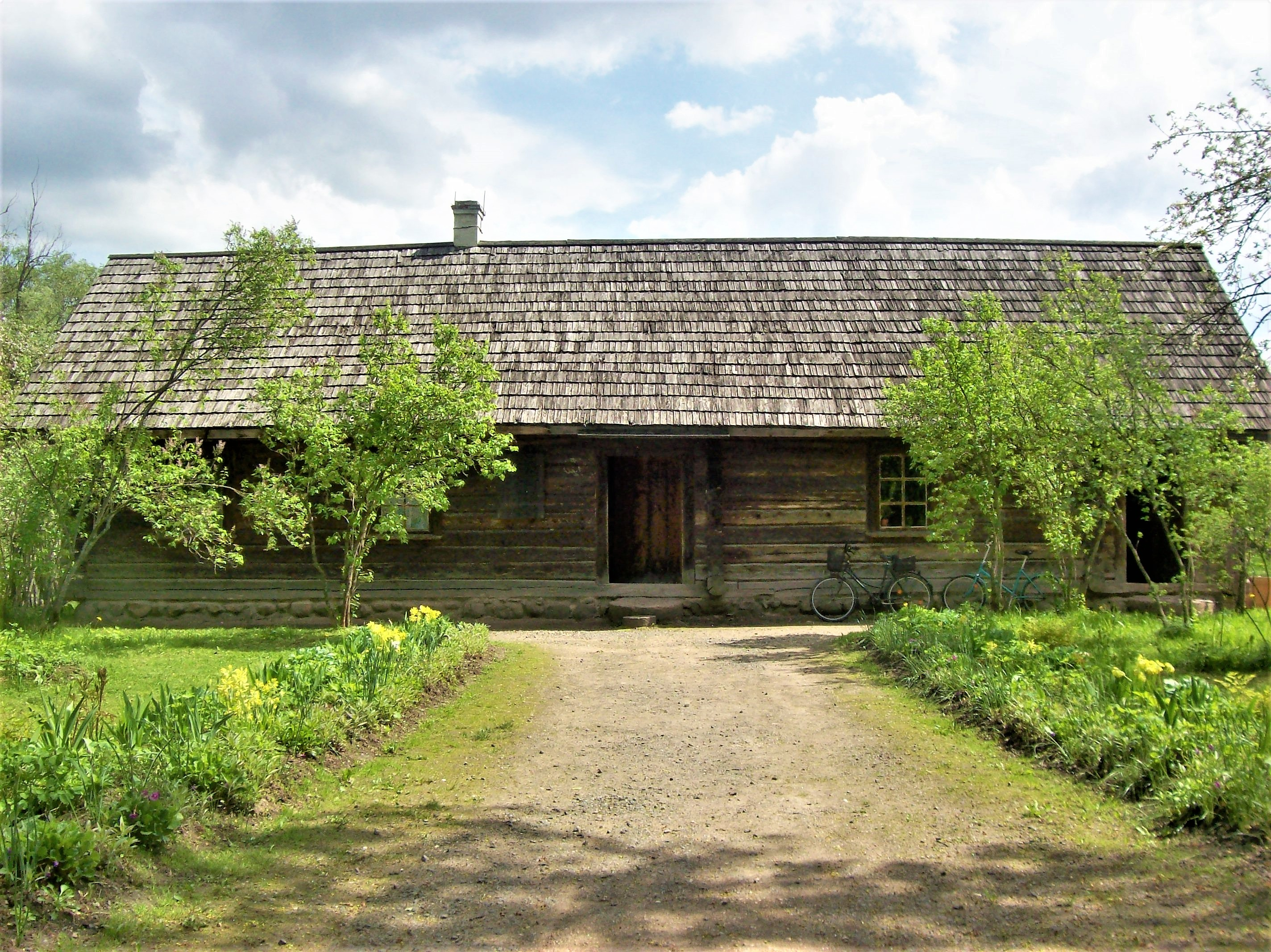
ヤンカ・クパーラの生家(ベラルーシ・ミンスク州)

1882年7月7日、ミンスク州マラジェチナ地区近郊のFolwark（農奴制農園事業主）の治める村落に生まれる。ルツェーヴィチ家の起源はシュラフタと呼ばれる貴族階級にあったが、彼の両親は賃借農場の経営者としてFolwarkに雇われていた。こうして彼は実質的に土地を持たない小作農階級に生まれることとなる。彼は伝統的なベラルーシの教育を受け、1898年に学業を修了した。1902年に父が死去した後、彼は家庭教師、小売店員、記録係など、様々な短期間の職業を転々とした。
初めて本格的に創作を試みた作品はポーランド語による感傷的な詩『Ziarno』で、「K-a」のペンネームで1903年から1904年頃に完成させた。ベラルーシ語による彼の最初の作品『Мая доля』には1904年7月15日の日付がある。最初に書籍化された彼の詩『Мужык（悲嘆）』はその約1年後に出版され、1905年5月11日付のロシア語読者向けのベラルーシの新聞Severo-Zapadnyi Krai（「北西地方」の意）にベラルーシ語で表記がある。1906年から1907年にかけて、ベラルーシ語の週刊新聞Nasha Nivaには彼による多くの詩が連載された。

### ヴィリニュスおよびペテルブルク時代

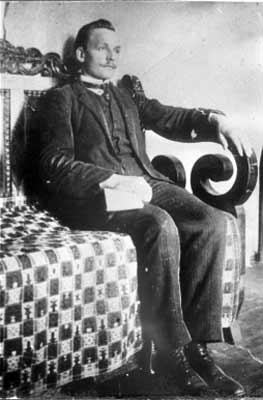
A. Charniaev教授の下で修業中のヤンカ・クパーラ（1909年，サンクトペテルブルク）

1908年に彼はベラルーシからヴィリニュスへ転居し、詩業を続けた。同年、最初の詩集『Жалейка（小さな横笛）』が出版された。だが、詩集の内容が帝政ロシア政府の怒りを買い、反政府的な出版物であるとみなされ、この詩集は没収を命ぜられた。彼に向けられた逮捕令は1909年に取り下げられたが、同作品の第二版が出版されると今度はヴィリニュス当局に没収されてしまった。そのうち、新聞の評判が落ちるのを避けるため、彼はNasha Nivaへ寄稿をやめたのだった。
1909年、彼はサンクトペテルブルクへと発った。翌年には『Адвечная песьня（永遠の歌）』を含むいくつかの作品を発表し、1910年7月にサンクトペテルブルクにて書籍化された。1910年8月に完成した『Сон на кургане（Dream on a Barrow）』は彼の故郷ベラルーシの貧しさを象徴する作品となった。彼は1913年にサンクトペテルブルクからヴィリニュスに戻った。1910年代のクパーラに影響を与えた者の一人に、マクシム・ゴーリキーがいた。

### ソビエト連邦時代
1917年に十月革命が起きたことにより、その後の彼の作品は楽天的な気風に変わっていった。彼の多くのベラルーシ語翻訳作品の中には、国際主義・マルクス主義者を賛美する『インターナショナル』もあった。それにもかかわらず、ベラルーシ人民共和国の亡命者から成る反ソビエト主義指向の国家主義者らとの関係を維持した。彼らは1927年の海外旅行中にチェコスロバキアから国外追放を受けた際、熱心に参加を勧誘してきていたのだった。母国で新設の当局が彼に不信感を抱いていると考えられていた頃、彼の活動はナショナリズムに偏向しているとみなされたほど、報道における彼に対する批判は積もりに積もっていた。この時期は1930年代に彼が謝罪文を公表したことで終息した。
1941年、彼は詩集『Ад сэрца（心から）』出版の功績を称えられ、レーニン勲章が授与された。
1941年、ナチス・ドイツによるベラルーシ占領に伴って、重篤な病を患っていたクパーラはモスクワへ転居し、さらにタタールスタンへ移る。しかし、病床においても、ナチス・ドイツと戦闘中のベラルーシのパルチザン部隊を鼓舞するために、彼は詩を書き続けた。その翌年の1942年6月28日、彼はホテル・モスクワ内にて階段井戸から転落し、原因不明の死を遂げた。この死に関して、公式には偶発的なものであると発表されているが、自殺または暗殺の可能性があるとする憶測を主張する者もいる。
クパーラはソ連時代のベラルーシ文化のシンボルとして認識されている。1945年、彼の未亡人の努力によってミンスクに設立された博物館は現在に至るまでベラルーシ国内随一の文学博物館となっている。また、同国西部のフロドナ市には彼の名を冠したヤンカ・クパーラ州立大学（1978年創立）の本部がある。